# Тимофіївка (Конотопський район)
Тимофі́ївка — село в Україні, в Конотопському районі Сумської області. Населення становить 138 осіб. До 2017 орган місцевого самоврядування — Жуківська сільська рада.

## Географія
Село Тимофіївка розташоване на відстані 1.5 км від лівого берега річки Чиж. На відстані 1 км розташовані села Атаманське та Біжівка.
По селу тече струмок, що пересихає із загатою.
Поруч пролягає автомобільний шлях Т 2504.

## Історія
Село постраждало внаслідок геноциду українського народу, проведеного урядом СССР 1932–1933 та 1946–1947 роках[джерело?].
12 червня 2020 року, відповідно до розпорядження Кабінету Міністрів України № 723-р «Про визначення адміністративних центрів та затвердження територій територіальних громад Сумської області», село увійшло до складу Буринської міської громади.
19 липня 2020 року, в результаті адміністративно-територіальної реформи та ліквідації Буринського району, увійшло до складу новоутвореного Конотопського району.

## Населення

### Мова
Розподіл населення за рідною мовою за даними :
| Мова       | Кількість | Відсоток |
| ---------- | --------- | -------- |
| українська | 136       | 98.55%   |
| російська  | 2         | 1.45%    |
| Усього     | 138       | 100%     |